# Ї
Ї, ї (en cursiva Ї, ї) és una lletra de l'alfabet ciríl·lic, tretzena de l'alfabet ucraïnès.

## Ús
S'empra en les llengües ucraïnesa i rutena per representar la vocal iotitzada /ji/. En rutè també pot rerpesentar el so /i/ palatalitzat.

## Taula de codis
| Codificació de caràcters | Tipus     | Decimal | Hexadecimal | Octal  | Binari              |
| ------------------------ | --------- | ------- | ----------- | ------ | ------------------- |
| Unicode                  | Majúscula | 1031    | 0407        | 002007 | 0000 0100 0000 0111 |
| Unicode                  | Minúscula | 1111    | 0457        | 002127 | 0000 0100 0101 0111 |
| ISO 8859-5               | Majúscula | 167     | A7          | 247    | 1010 0111           |
| ISO 8859-5               | Minúscula | 247     | F7          | 367    | 1111 0111           |
| KOI 8                    | Majúscula | 183     | B7          | 267    | 1011 0111           |
| KOI 8                    | Minúscula | 167     | A7          | 247    | 1010 0111           |
| Windows 1251             | Majúscula | 175     | AF          | 257    | 1010 1111           |
| Windows 1251             | Minúscula | 191     | BF          | 277    | 1011 1111           |